# بليك كوبر
بليك كوبر (بالإنجليزية: Blake Cooper)‏ مواليد 10 أكتوبر 2001 في أتلانتا، الولايات المتحدة، هو ممثل أمريكي بدأ مسيرته الفنية سنة 2012.

## الأعمال
- عداء المتاهة
- ذا ليت بلومر

## روابط خارجية
- بليك كوبر على موقع IMDb (الإنجليزية)
- بليك كوبر على موقع ألو سيني (الفرنسية)
- بليك كوبر على موقع أول موفي (الإنجليزية)
- بليك كوبر على موقع قاعدة بيانات الفيلم (الإنجليزية)
- بليك كوبر على موقع كينوبويسك (الروسية)